# Ali Yaşar
Ali Yaşar (* 8. März 1995 in Lüttich) ist ein belgisch-türkischer Fußballspieler.

## Karriere

### Vereine
Yaşar durchlief die Jugendmannschaft des Vereins Standard Lüttich und wurde 2014 bei Lüttich in den Profikader aufgenommen. Nach einer Spielzeit und einem Pflichtspieleinsatz wechselte er zu Roda JC Kerkrade und setzte seine Karriere in den Niederlanden fort. Bei Kerkrade wurde er lediglich in der Reservemannschaft eingesetzt und blieb bei den Profis ohne Pflichtspieleinsatz.
Zur Saison 2017/18 wechselte er zum türkischen Drittligisten Anadolu Selçukspor. Nach einer Saison wurde er dann an den Mutterverein, an den Erstligisten Konyaspor abgegeben. Dieser lieh ihn nach Ende dem vorsaisonalen Vorbereitungscamps an den Zweitligisten Altınordu Izmir aus. Im Januar 2020 wurde erneut bis zum Ende der Saison an Altınordu Izmir ausgeliehen.

### Nationalmannschaften
Yaşar begann seine Nationalmannschaftskarriere 2010 mit einem Einsatz für die belgische U-15-Nationalmannschaft.